# Миха Зајц
Миха Зајц (Шемпетер при Горици, 1. јул 1994) је словеначки фудбалер који тренутно наступа за Фенербахче. Игра на позицији везног играча.

## Успеси
Цеље
- Куп Словеније: (финале: 2012/13)[11]

 Олимпија Љубљана
- Прва лига Словеније (1) : 2015/16.[12]

 Емполи
- Серија Б (1) : 2017/18.[13]

 Фенербахче
- Куп Турске (1) : 2022/23.[14]